# Maarten Vrolijk
Maarten Vrolijk (Scheveningen, 14 mei 1919 – 's-Gravenhage, 7 februari 1994) was een Nederlands politicus, journalist en dichter.
Vrolijk, een telg uit een Schevenings vissersgeslacht, was aanvankelijk journalist. Al zeer jong begon hij gedichten te publiceren in literaire tijdschriften, het eerst in het christelijke tijdschrift De Werkplaats (1936), later ook in andere bladen van zeer verschillende richting, uiteenlopend van het communistische Volksdagblad tot het semifascistische Aristo. In 1940, het jaar waarin Vrolijk met een studie rechten begon, verscheen zijn debuutbundel Donker, zon en golven, twee jaar later In Mora. Daarna verschenen er clandestien nog verschillende dichtbundels, deels onder de pseudoniemen 'Geert van Duyn' en 'Berten Duineveld'. Ook was hij betrokken bij het illegale literaire tijdschrift Stijl. Na de oorlog droogde zijn dichtader op.
Maarten Vrolijk was parlementair journalist van Het Vrije Volk en werd in 1956 Tweede Kamerlid voor de PvdA; in 1962 werd hij wethouder van Den Haag. Hij was minister van Cultuur, Recreatie en Maatschappelijk Werk in het kabinet-Cals. Hij stimuleerde de bouw van sporthallen en buurthuizen en ontwierp een wettelijke regeling voor de omroep. Na 1967 werd hij weer Tweede Kamerlid en vervolgens commissaris van de Koningin in Zuid-Holland.
Zijn zoon Marco Vrolijk was drummer voor de progressieve-rockband Supersister.
- Biografisch Portaal: 00305445
- Digitale Bibliotheek voor de Nederlandse Letteren: vrol001
- Gemeinsame Normdatei: 1055800611
- International Standard Name Identifier: 0000 0003 9308 409X
- Nederlandse Thesaurus van Auteursnamen: 069066485
- Parlement.com: vg09llcfwbxc
- Virtual International Authority File: 287311564